# Acoplamiento secuencial
En Programación orientada a objetos el antipatrón de diseño acoplamiento secuencial se refiere a una clase que requiere que sus métodos sean llamados en un orden secuencial particular.
Los métodos cuyo nombre comienza por Init, Begin, en Inicio, etc puede indicar la existencia de acoplamiento secuencial.
Usando el ejemplo de un coche a modo de analogía, si el usuario sigue los pasos de acelerar sin antes arrancar el motor, el coche no se mueve y envía una Excepción.
Las excepciones son aceptables en algunas ocasiones porque los programas (en particular los grandes) necesitan la información para determinar por qué en un objeto no se está realizando el comportamiento esperado cuando uno de sus métodos es llamado. La inicialización de objetos no siempre es posible en el constructor y puede ser necesario retrasarla a un momento posterior.
El acoplamiento secuencial puede ser reprogramado con el Template Method (patrón de diseño)  para superar los problemas planteados por el uso de este antipatrón.